# Alix-Wicharde de Clefmont
Alix-Wicharde de Clefmont (née vers 1135, † vers 1200) est la fille de Robert Wichard de Clefmont, seigneur de Clefmont, et de Béatrix de Vignory. Par son mariage avec Simon Ier de Sexfontaines, elle devient dame de Sexfontaines, en Champagne, au milieu du XIIe siècle.

## Biographie
Vers 1150, elle épouse en premières noces Simon Ier de Sexfontaines et devient dame de Sexfontaines. En 1162, son époux effectue le voyage à Jérusalem où il trouve la mort à moins qu'il ne décède peu après son retour. Il est alors remplacé par son fils aîné Simon II, mais celui-ci étant alors trop jeune, il dirige donc la seigneurie de Sexfontaines sous sa tutelle jusqu'à sa majorité.
Elle épouse en suite en secondes noces Gilles de Gondrecourt ou Richard Ier de Dampìerre-sur-Salon,, dont elle aurait eu un enfant.
La date de sa mort est incertaine, mais elle a probablement lieu vers 1200.

## Mariage et enfants
Vers 1150, elle épouse en premières noces Simon Ier de Sexfontaines, seigneur de Sexfontaines, fils de Renaud II de Sexfontaines, dont elle a quatre enfants :
- Simon II de Sexfontaines, qui succède à son père ;
- Adeline ou Damette de Sexfontaines, qui épouse Gautier d'Epinal, dont elle a au moins un enfant (Gautier d'Epinal) ;
- Henri de Sexfontaines, cité dans le Feoda Campanie (entre 1204 et 1210) ;
- Otho de Sexfontaines[1].

Vers 1172, elle devient veuve puis épouse en secondes noces Richard Ier de Dampìerre-sur-Salon, dont elle a plusieurs enfants, :
- Richard II de Dampìerre-sur-Salon, qui succède à son père.

Selon certaines sources, elle aurait épousé en secondes noces Gilles de Gondrecourt.